# Eve Babitz
Eve Babitz, född 13 maj 1943 i Los Angeles, död 17 december 2021 i Los Angeles, var en amerikansk författare och konstnär. Hon designade skivomslag för Atlantic Records, bland annat för album av Buffalo Springfield, The Byrds och Linda Ronstadt. 1974 debuterade hon som författare och satsade sedan på författarkarriären. För sin litteratur tog Babitz inspiration från livet i Los Angeles konst-, litteratur- och musikkretsar.